# Fernando de Souza Monteiro
Dom Fernando de Souza Monteiro (Cachoeiro de Itapemirim, 22 de setembro de 1867 - Rio de Janeiro, 23 de março de 1916) foi um bispo católico brasileiro.
Foi ordenado sacerdote em 22 de março de 1890.
Foi eleito bispo em 21 de agosto de 1901, sendo ordenado em 13 de outubro e assumiu a diocese do Espírito Santo em 9 de março de 1902.
Fundou o Colégio Diocesano, em Cachoeiro de Itapemirim e mandou reformar o Colégio do Carmo, também chamado Colégio Nossa Senhora Auxiliadora, além de ter criado o orfanato Santa Luzia.
Foi sepultado na capela do colégio do Carmo.
Foi autor de A devoção do Espírito Santo e de Nossa Senhora da Penha, em 1901, e O Papa e a Encíclica et Supremi Apostalatus Cathedra, em 1904.